# Bâtie-Beauregard
Pour les articles homonymes, voir Château de la Bâtie.
Les ruines de la Bâtie-Beauregard se situent à la Vieille Bâtie dans la commune politique suisse de Collex-Bossy. Il s’agit de l'un des rares vestiges d'une bâtie du canton de Genève.

## Nom
La forteresse fut temporairement nommée Bâtie-Champion en l'honneur de la famille noble des de Champion, qui la posséda jusqu'à la fin du XVIe siècle, et Bâtie-sur-Versoix en raison de sa situation géographique. Plus tard, l'emplacement des ruines du château s'appelait simplement La Bâtie ou La Bastie et plus récemment La Vieille Bâtie.

## Localisation et architecture
Ce château occupait les hauteurs dominant la rive droite de la Versoix […] il devait y avoir un passage sure la Versoix avec un petit pont et ce château défendait l'accès du territoire à l'ouest de la Versoix. Le mamelon où il s'élevait était séparé du plateau par des fossés. À part une grande clairière, tout le reste du terrain était occupé par des forêts. […] L'ensemble fortifié se composait de deux parties. On entrait par un petit pont dans une première défense quadrangulaire entourée de fossés. Cet enclos comprenait les dépendances agricoles et les communs. On voit encore la trace des fossés. De là, il fallait traverser de nouveau un large fossé avec pont-levis pour entrer dans le château. Celui-ci, bien que dénommé « bâtie », n'était pas construit suivant un plan régulier, mais son enceinte suivait le relief du terrain. La deuxième porte donnait accès à une cour intérieure. A main droite en entrant, soit au midi, s'élevait l'habitation avec, à l'extrémité opposée à l'entrée, la grande tour carrée, le donjon mesurant environ 8 mètres de côté. Toute la face orientale regardant la Versoix était bordée de bâtiments, dont la cuisine, avec, à l'angle nord, une tourelle carrée. Pour renforcer cette courtine, on avait établi en contre-bas un mur contournant tout l'épaulement. Cette défense est qualifiée de « fausse brez » ou fausse braie dans un procès criminel du 14 juillet 1541. C'est par là que des voleurs voulaient entrer dans le château en escaladant une fenêtre. Ce château, bien qu'avec des bases en pierre avait, dit-on, une superstructure en briques.

(Louis Blondel)

## Histoire

### Moyen-Âge

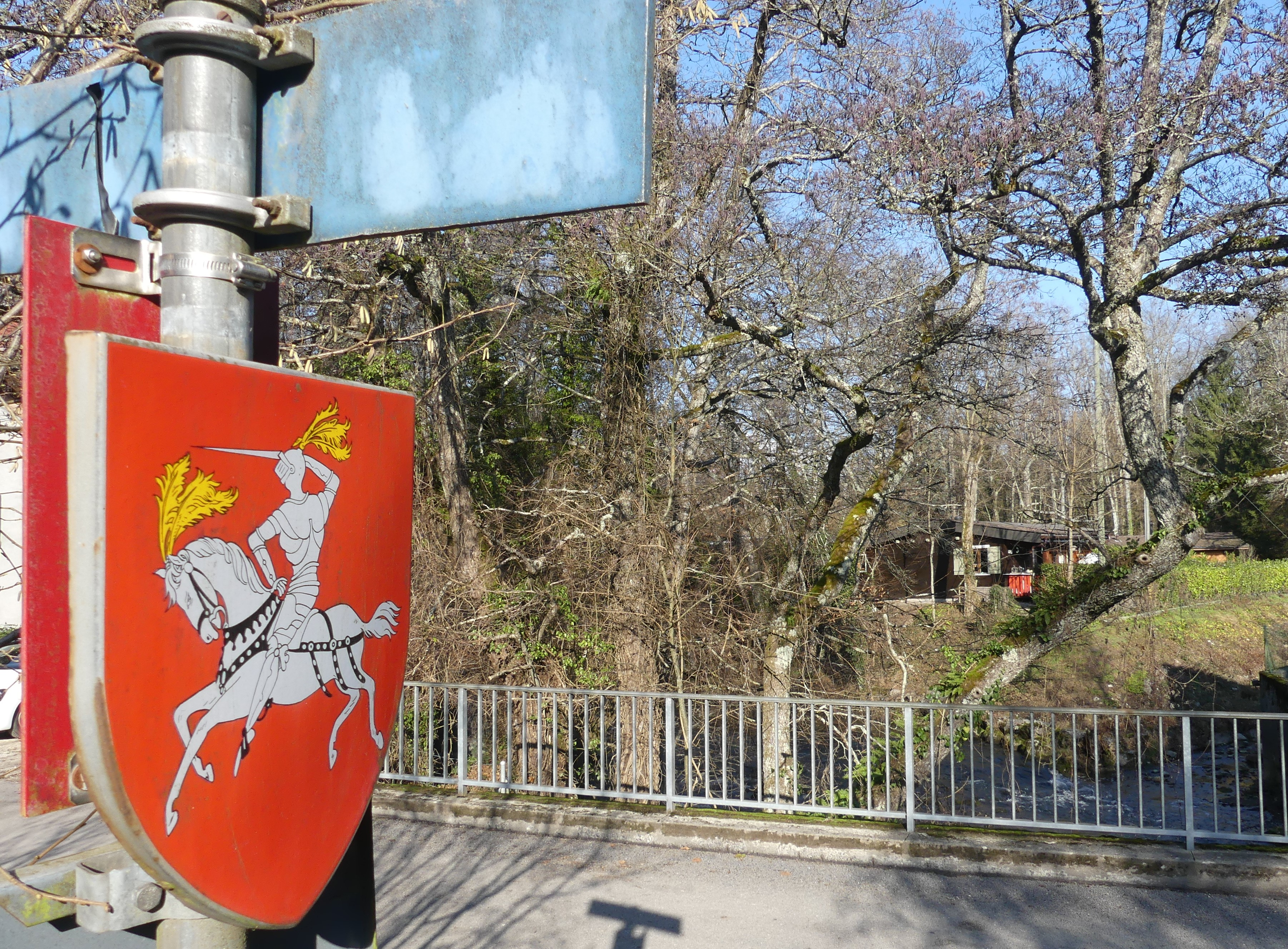
Le blason de Collex-Bossy sur un pont traversant la Versoix près de La Bâtie

L'archéologue genevois Louis Blondel (1885-1967), premier directeur de l'Office cantonal genevois d'archéologie, présumait que le site, difficile à occuper militairement, avait été fortifié déjà avant la fin du XIIIe siècle. Cependant, il n'y a aucune preuve pour cette thèse, car la zone n'a jamais été systématiquement fouillée et scientifiquement étudiée.

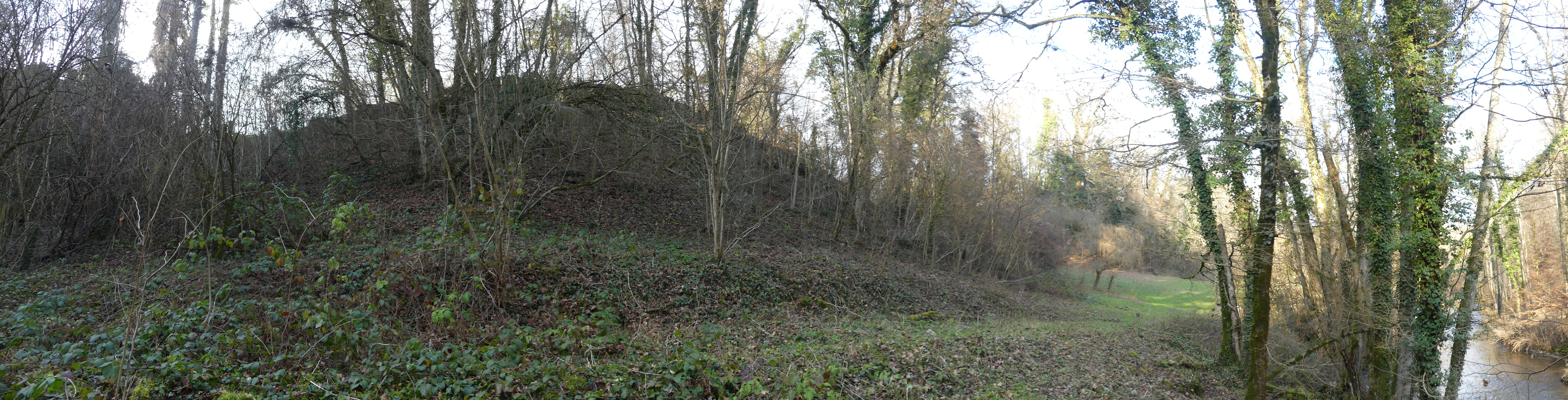
La colline du château donnant sur la Versoix

La première mention documentaire de la construction décrite remonte à 1299. La forteresse semble avoir vu le jour vers 1278 dans le contexte de la lutte de pouvoir durant plusieurs décennies pour le contrôle féodal de la région de Genève entre la maison de Faucigny, les comtes de Genève, la maison de Savoie et la famille de Gex. Ces derniers détenaient la suprématie de la forteresse et passaient la seigneurie féodale successivement aux familles nobles de Compey, de Menthon, de Champion et de Crose, qui étaient en partie parentes ou alliées. Le temps de trois centenaires, le château était le témoignage gravé dans la pierre du féodalisme qui déterminait la vie de la population dans la région.
En 1353, Amédée VI de Savoie, dit le « comte vert », conquit le Pays de Gex. Ce dernier et ses descendants faisaient administrer la forteresse comme châtellenie médiévale. On sait peu de choses sur les développements ultérieurs autour du château jusqu'à la fin du Moyen Âge tardif au début du XVIe siècle.

### Période moderne

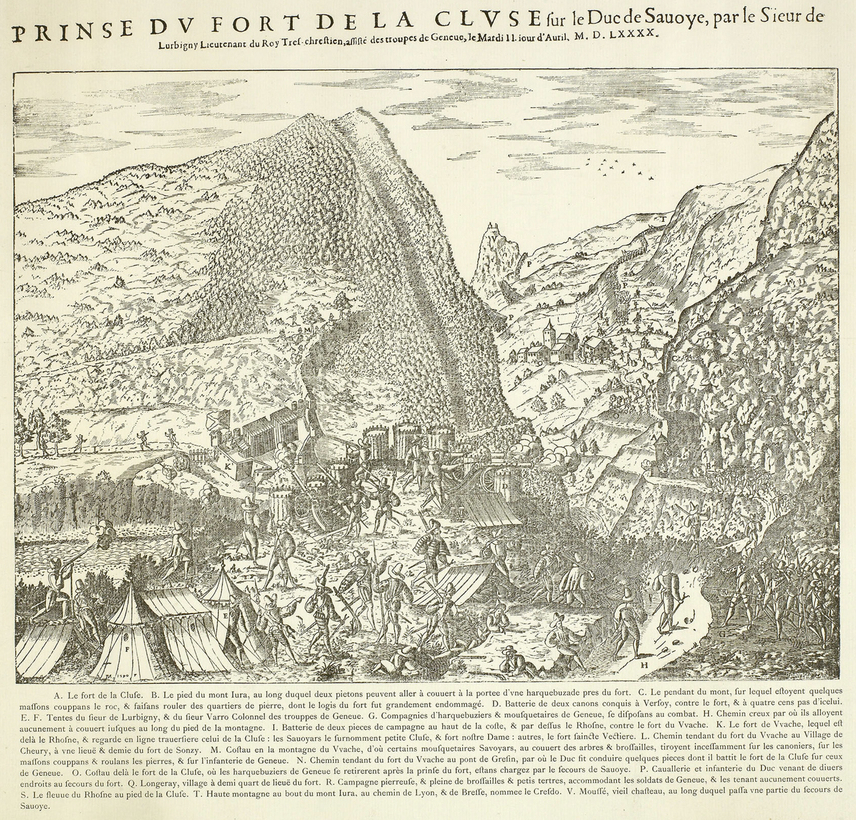
Illustration contemporaine de la prise du Fort de la Cluse par Lurbigny trois mois après sa prise de la Bâtie-Beauregard

Après l'introduction de la Réforme à Genève en 1536 et la proclamation de la République indépendante de Genève, les conflits dans la région s'intensifient. La même année, les troupes de Berne occupent le Pays de Gex. Celles-ci élèvent la seigneurie féodale de Collex en baronnien en 1947. À la suite du traité de Lausanne de 1564, la Savoie récupère la région.

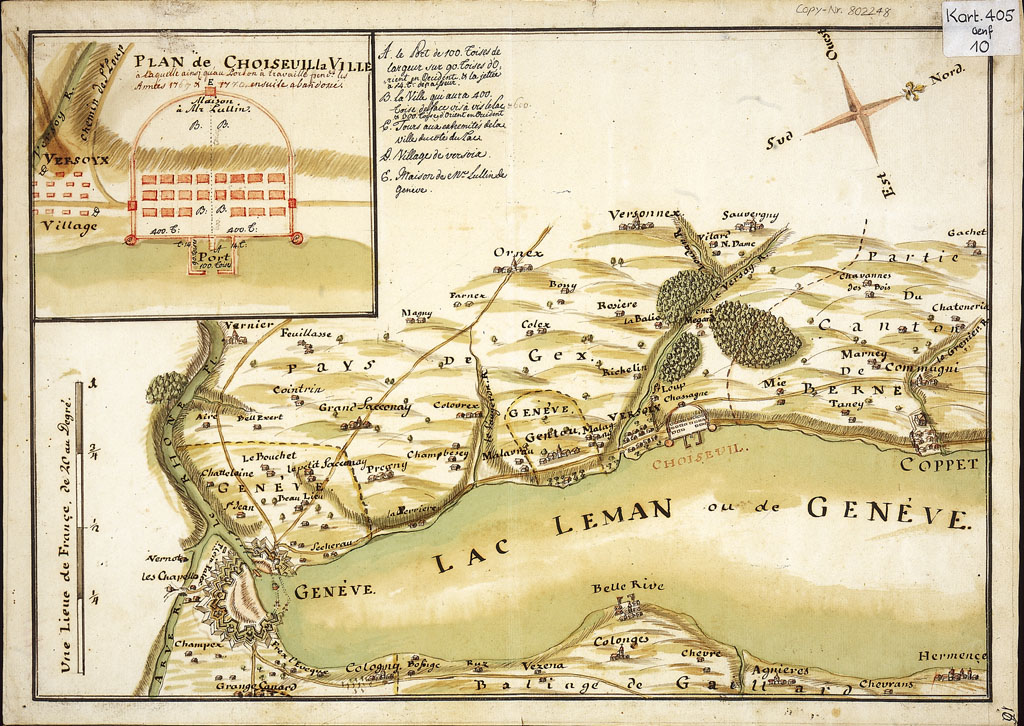
« La Bâtie » sur une carte du « Pays de Gex » des années 1770

Sous les vassaux savoyards des de Crose, qui ont pris possession du château par mariage avec la famille de Champion, la forteresse devient un centre pour les partisans qui s'opposent aux efforts expansionnistes de Genève au cours de la guerre de 1589.
Le 1er janvier 1590, les troupes genevoises tentent pour la première fois de s'emparer du château, mais sont repoussées par une pluie de pierres. Le 8 janvier, un officier français du nom de Lurbigny, qui œuvre au service des Genevois, mène une mission de reconnaissance avec 50 soldats à cheval. Il attaque alors la forteresse dans la nuit du 11 au 12 janvier avec une formation d'un peloton de cavalerie et de quatre compagnies de fantassins avec respectivement quatre et six canons. Selon des archives genevoises, l'attaque dure de quatre heures du matin à deux heures de l'après-midi. Lorsque l'artillerie, que les Genevois viennent de capturer lors de la prise de Versoix, ouvre une première brèche dans les murs, le seigneur du château, Claude de Crose, se rend avec sa famille et vingt compagnons. Cependant, ces derniers sont autorisés à quitter la forteresse avec leurs armes. Les assaillants obtiennent un butin considérable, enlèvent tous les matériaux utiles et démolissent finalement les fortifications. Le coût de la campagne s'élève à 150 florentins, soulignant l'importance stratégique du lieu.
La Savoie céda le Pays de Gex - y compris Collex - à la France à la suite du traité de Lyon signé en 1601, qui obligea désormais les Genevois à se retirer de la région.
En 1641/42, l'avocat Michel de Gillier acquiert le terrain et le titre de baron de la Bâtie-Beauregard de l'héritière des de Champion et de Crose. En 1719, David Vasserot, fils du financier huguenot Jean Vasserot et qui a épousé une femme de la famille de théologiens genevois Turrettini, achète finalement la baronnie de La Bâtie avec ses terres. Cette dernière reste dans la famille jusqu'au XIXe siècle.

### Période contemporaine

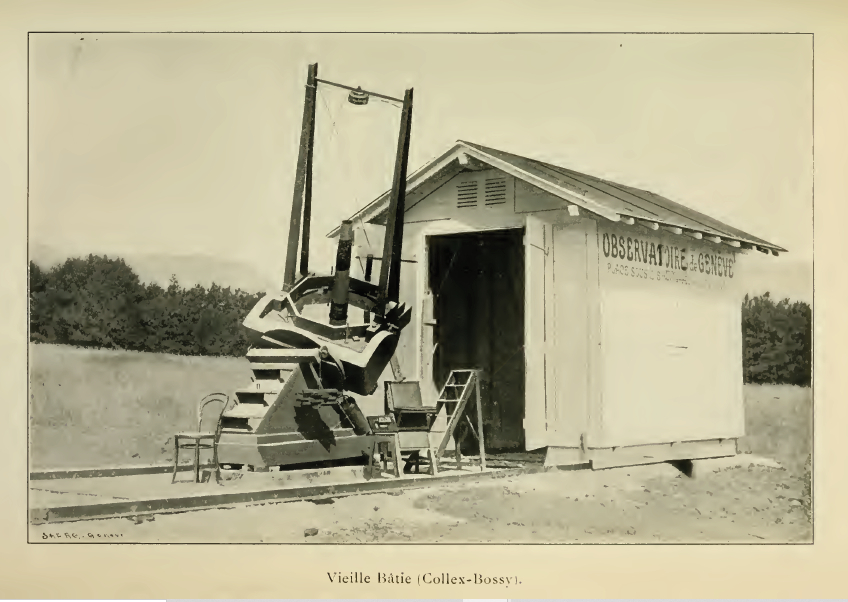
Le téléscope près des ruines du château

Par la deuxième paix de Paris de 1815, Collex-Bossy est ajouté au canton de Genève avec cinq autres communes du Pays de Gex (communes réunies), afin de fournir à Genève une liaison terrestre avec la Suisse.
Au tournant du siècle suivant, la modernité fait son entrée à La Vieille Bâtie : dans un premier temps, les exploitants de la ferme installent une turbine sur la Versoix, en bas des ruines du château, pour y produire de l'électricité. Pour la construire, ils utilisent les restes du mur de l'ancienne forteresse comme carrière. La petite centrale hydroélectrique est toujours en service actuellement. En 1903, Antoine Maréchal, originaire de Collex-Bossy et ayant fait fortune comme agent immobilier en Argentine, rachète la ferme.
Fin 1910, Maréchal, élu maire de Collex cette année-là, met un terrain à la disposition de la section genevoise du Club Suisse d’Aviation. Sur ce terrain situé directement à l'ouest de l'ancien complexe de la forteresse, est construit l'un des premiers aérodromes de Suisse quelques années après le début de l'aviation motorisée, et utilisé comme base par des pionniers de l'aviation comme François Durafour, lui-même de Bossy.
De juillet à septembre 1911, Maréchal met également le terrain à la disposition des astronomes de l'Observatoire de Genève pour des études avec un télescope mobile.

Cependant, l'aérodrome est abandonné pendant la Première Guerre mondiale en raison de sa proximité avec la frontière. En 1919, le Grand Conseil du canton de Genève choisit initialement le site agrandi pour la construction de son nouvel aéroport, mais opte peu après pour le Cointrin proche comme emplacement, apparemment parce que certains propriétaires terriens demandaient des prix excessifs et que des litiges prolongés étaient à craindre. 

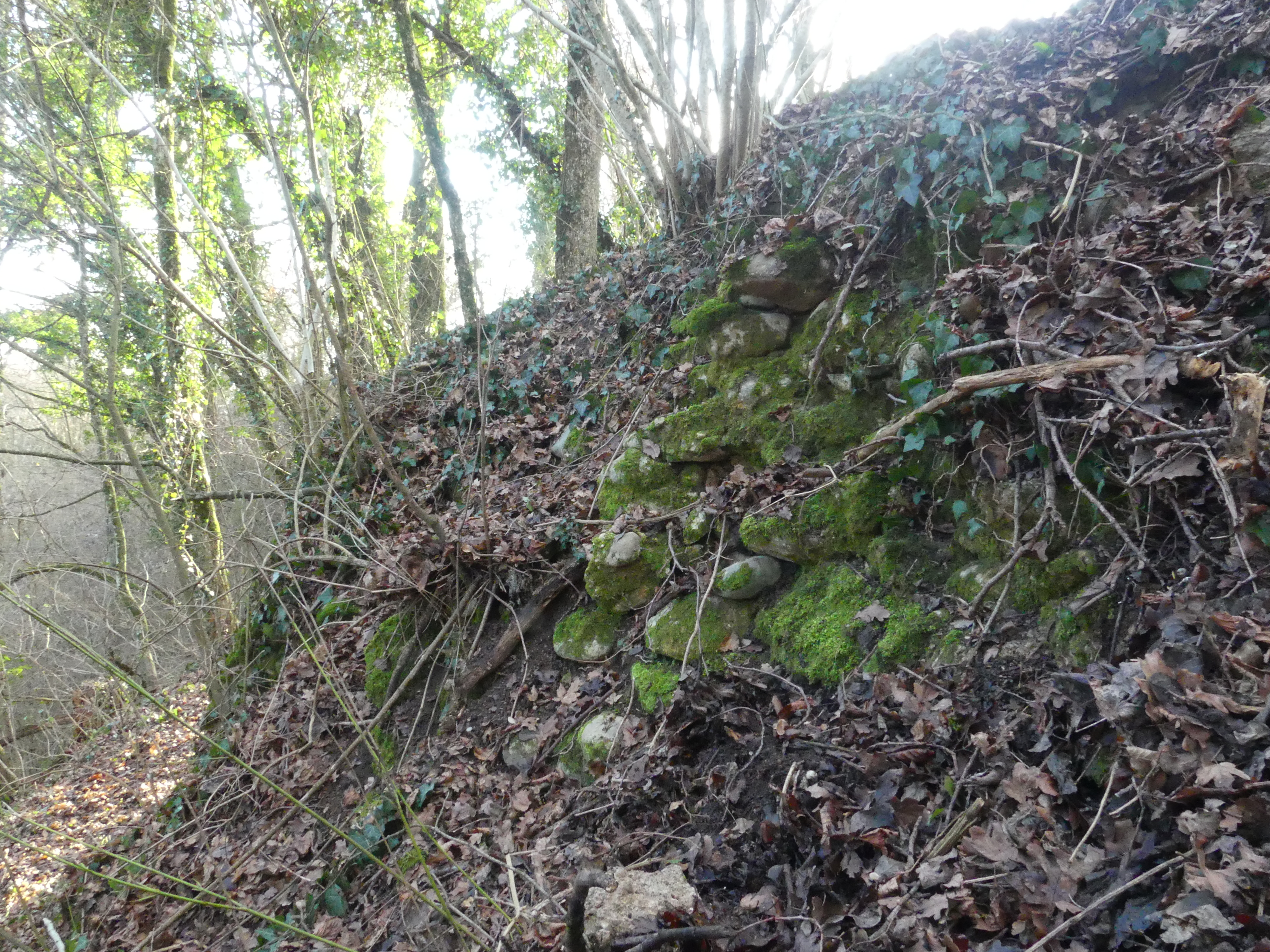
Les derniers vestiges de la tour.

La famille Decrest, héritière de Maréchal décédé en 1919, vend le terrain avec le château à Gottfried Baumgartner en 1922. Ce dernier est originaire de l'Emmental et s'installe à Collex-Bossy avec une série d'autres familles d'agriculteurs de la région bernoise a qui les autorités cantonales ont apporté un soutien financier pour les encourager à émigrer. Les vestiges de la forteresse, encore bien visibles jusque-là, continuent à servir de carrière dans les années suivantes et disparaissent presque complètement. Une partie du matériel se trouve encore actuellement dans la maçonnerie de la grange de la ferme sur l'ancienne partie d'approvisionnement à l'ouest du complexe de la forteresse.
Deux décennies plus tard, l'ancienne installation militaire, qui a été une manifestation de la domination féodale pendant des siècles, devient un havre de paix pour des personnes fuyant le règne de terreur des nazis : pendant l'occupation allemande de la France (1940-1944) lors de la Seconde Guerre mondiale, de nombreux fugitifs juifs et autres persécutés qui ont passé la frontière proche de la ferme y trouvent leur premier refuge. Lorsque la femme de Gottfried, Rosa, se plaint auprès de l'armée suisse de l'arrestation de réfugiés, elle est brièvement emprisonnée pour aide à la fuite, et ce n'est qu'un demi-siècle plus tard qu'elle est réhabilitée par l'État suisse.

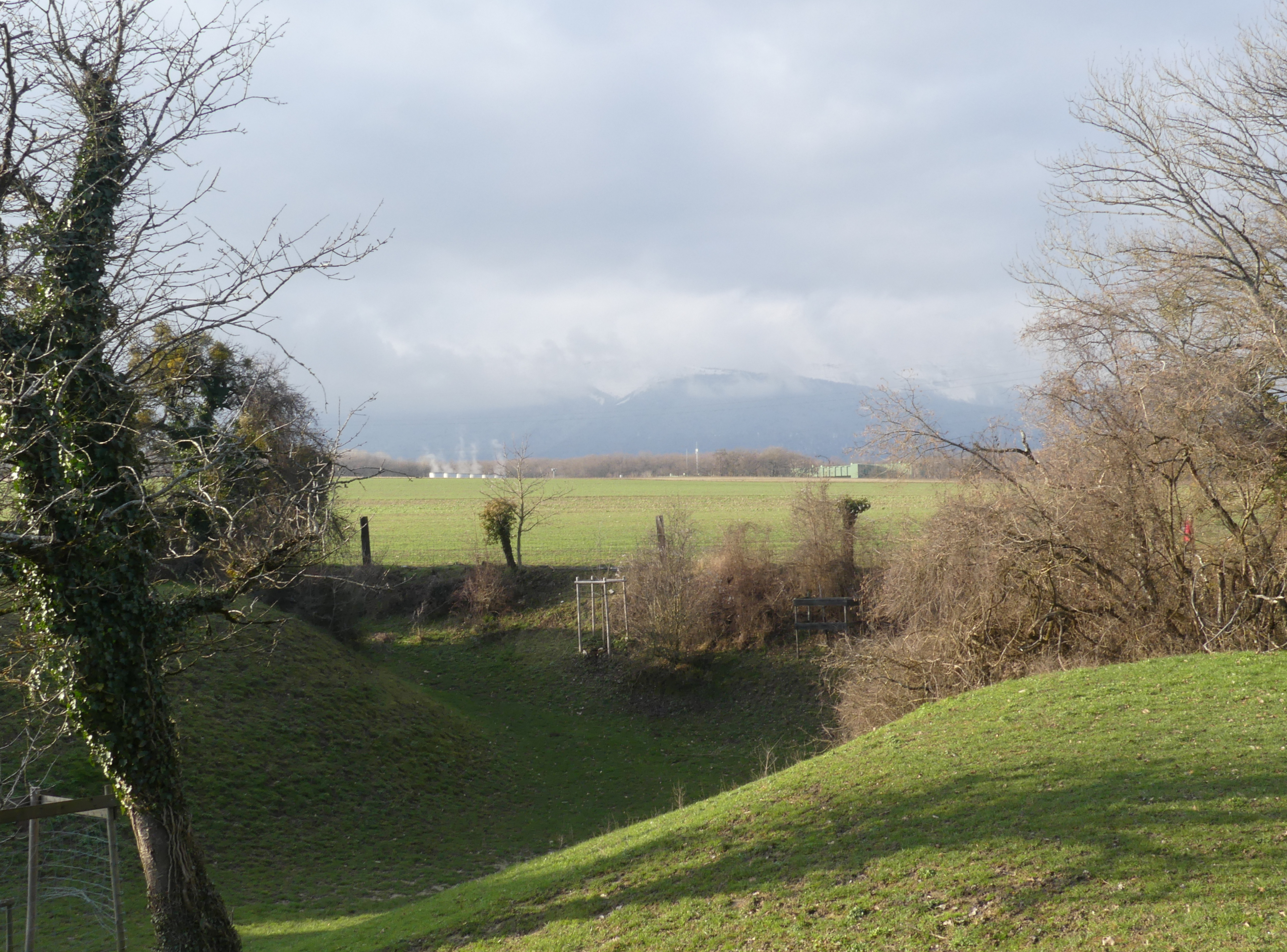
Vue sur l'ancienne colline du château et les douves avec en arrière plan le point 6 de l'accélérateur LHC.

L'ancienne colline du château avec ses derniers vestiges visibles fait désormais partie d'un pâturage pour chevaux et n'est pas accessible au public de façon générale. Nicolas Baumgartner, petit-fils de Gottfried et Rosa, ouvre également un terrain de pitch and putt sur l'ancien aérodrome en 2000. Le club exclusif « Golf de Genève » a souhaité racheter ce site déjà à la fin des années 1960. Son président de l'époque est l'avocat Pierre Turrettini - descendant de la famille dont la branche des Vasserot a acquis la baronnie de La Bâtie 250 ans plus tôt. Baumgartner est élu au conseil local en 2003.
Au début des années 2000, l'Organisation européenne pour la recherche nucléaire CERN construit le « Point 6 » de son grand collisionneur de hadrons LHC à moins de 500 mètres au nord-ouest du site du château en bordure du champ principal de La Vieille Bâtie. Au milieu des années 1990, devant la forte résistance de la population, le conseil municipal de Collex-Bossy refuse d'accorder un permis de construction sur son territoire. Le tunnel annulaire souterrain de 26,7 kilomètres dans lequel circulent à une vitesse proche de celle de la lumière des protons amenés à entrer en collision, passe néanmoins sous la partie ouest de Collex-Bossy, tandis que le site «Point 6» fut érigé dans la commune française de Versonnex. Le point de départ de la trajectoire des particules - situé directement à la frontière avec la Suisse et à côté de La Bâtie-Beauregard - en est également le point d'arrêt où les faisceaux de particules sont absorbés par un dispositif en graphite.

## Galerie

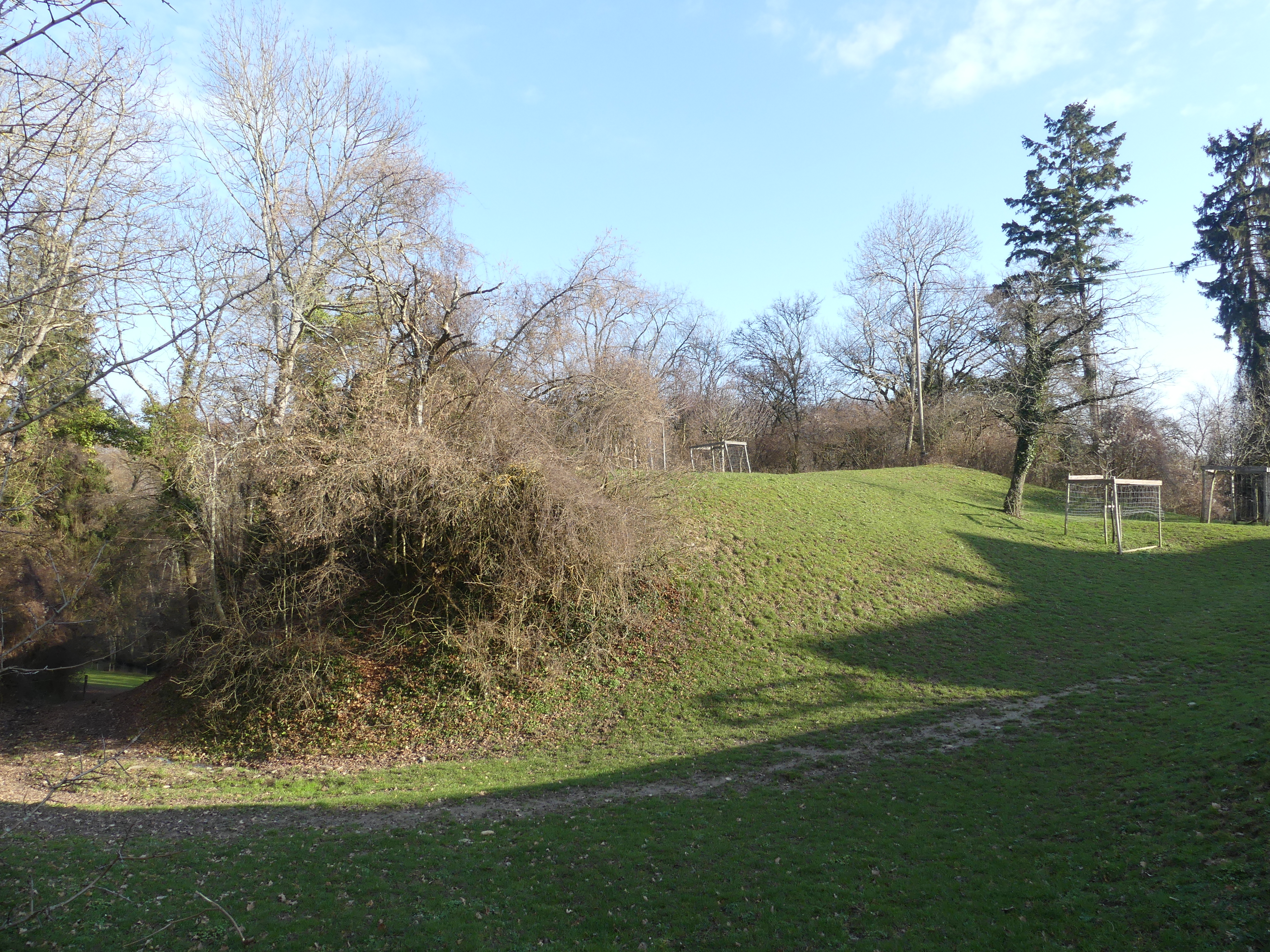
Le versant ouest de l'ancienne colline du château
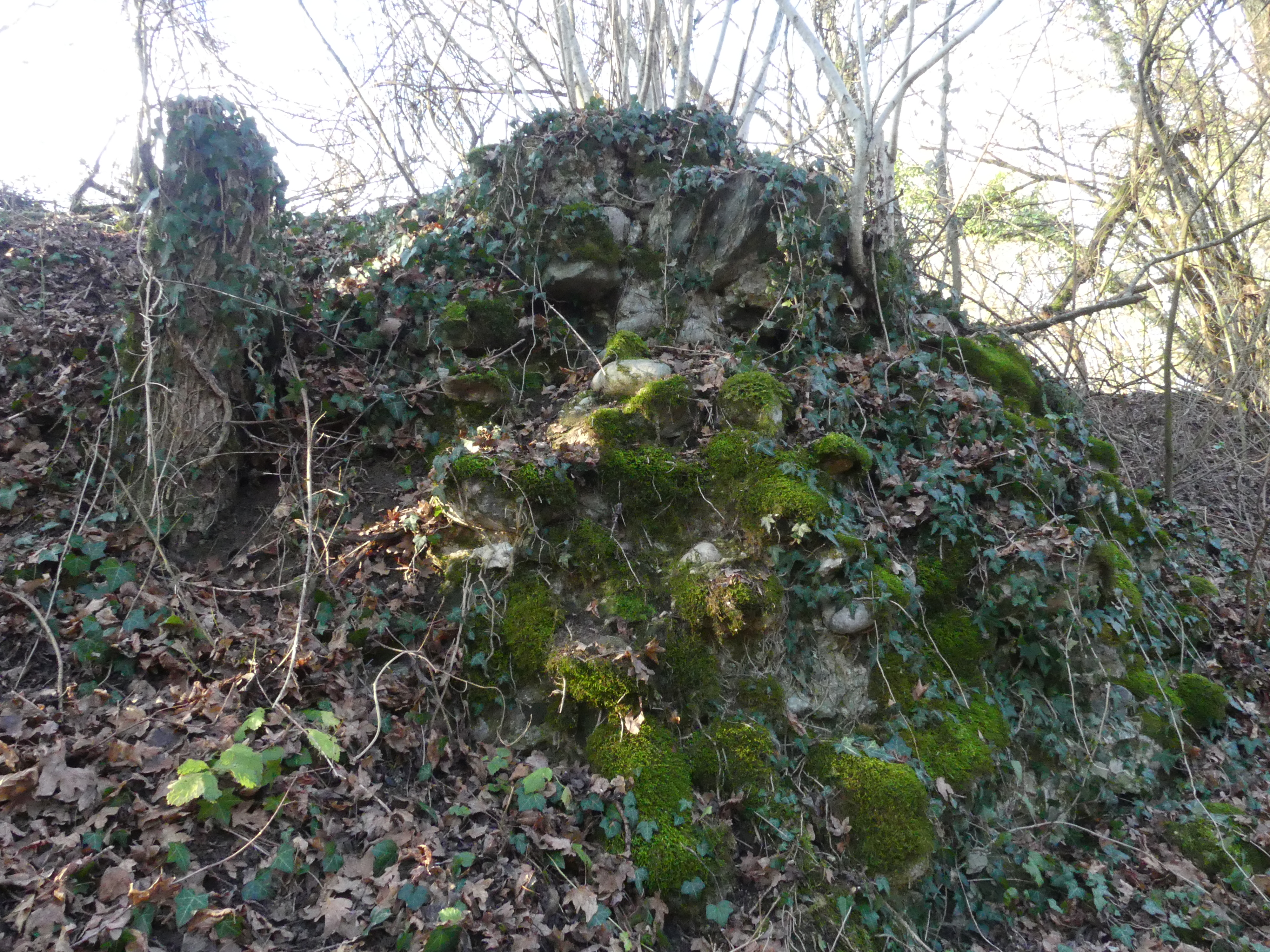
Le côté est des ruines de la tour
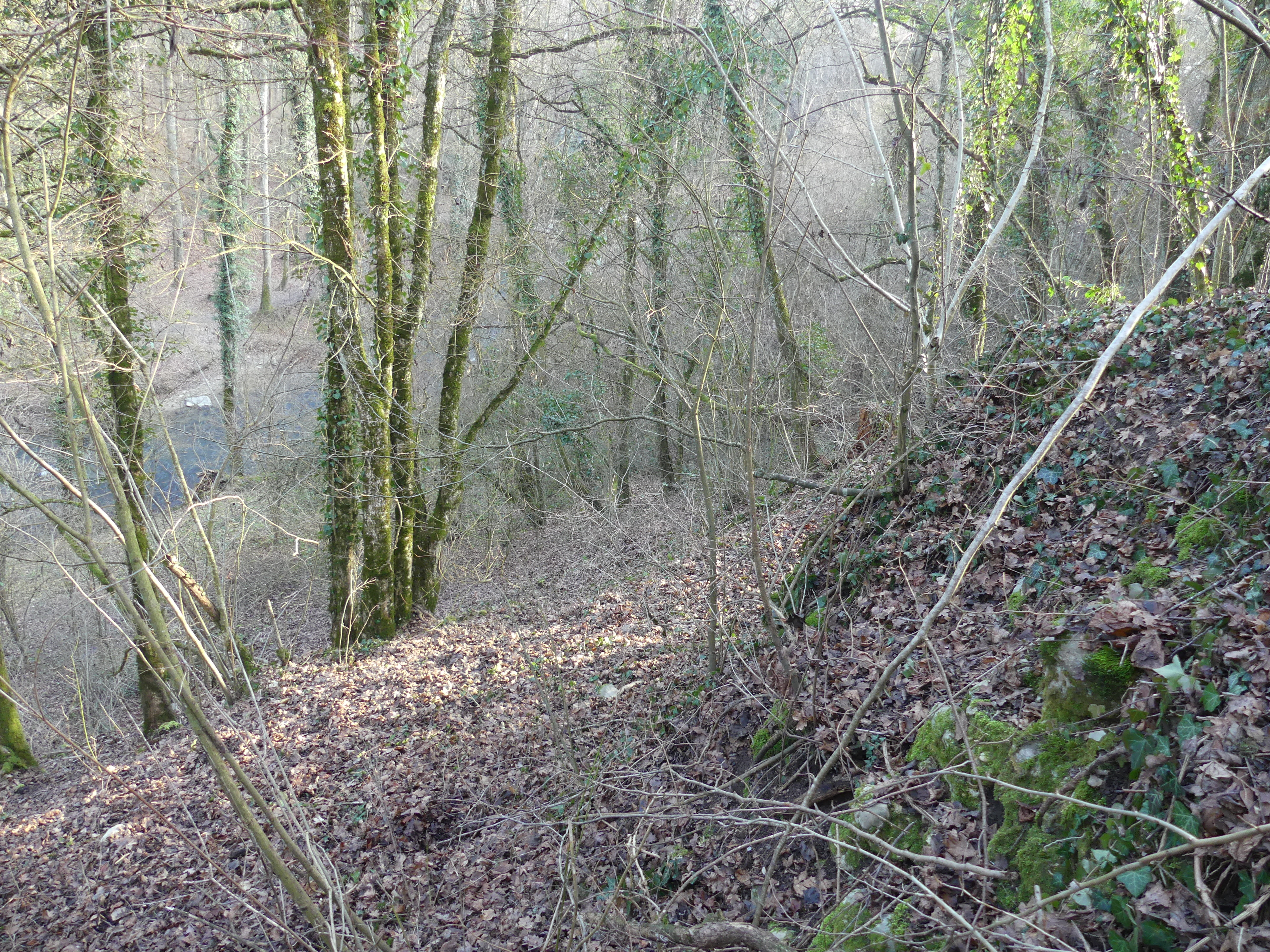
Vue sur les vestiges de la tour vers la Versoix
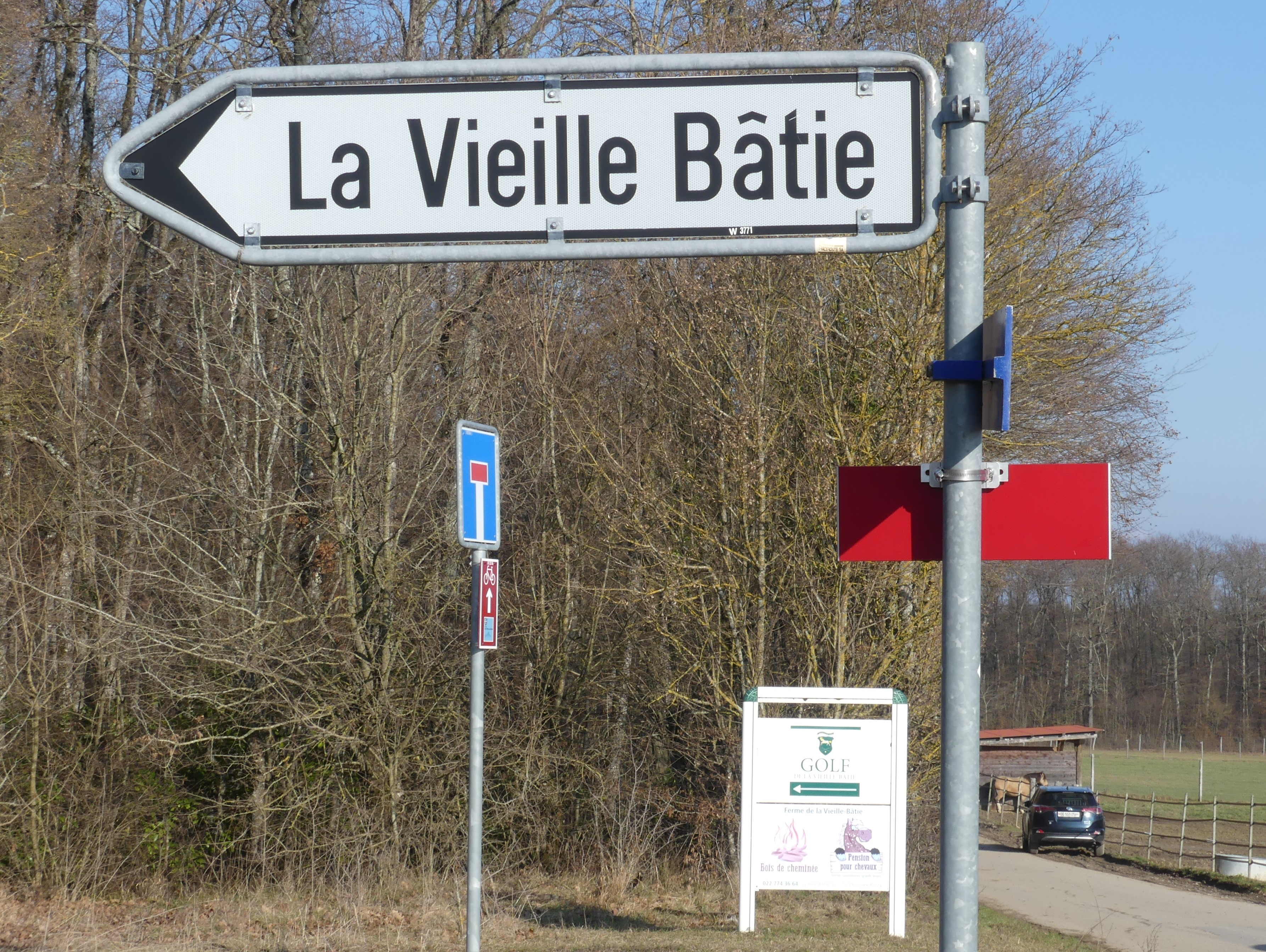
Balisage sur la Route de Rosière